# Сен-Ромен-де-Сюрьё
Сен-Ромен-де-Сюрьё (фр. Saint-Romain-de-Surieu) — коммуна во Франции, находится в регионе Рона — Альпы. Департамент коммуны — Изер. Входит в состав кантона Руссийон. Округ коммуны — Вьенн.
Код INSEE коммуны — 38452. Население коммуны на 1999 год составляло 246 человек. Населённый пункт находится на высоте от 240 до 402 метров над уровнем моря. Муниципалитет расположен на расстоянии около 430 км юго-восточнее Парижа, 45 км южнее Лиона, 70 км западнее Гренобля. Мэр коммуны — M. Robert Mouchiroud, мандат действует на протяжении 2001—2008 гг.
Динамика населения (INSEE):